# (38244) 1999 PD4
1999 بي دي 4 (ويعرف أيضًا باسم (38244) 1999 بي دي 4 وفق تسمية الكوكب الصغير) (بالإنجليزية: 1999 PD4)‏ هو كويكب ضمن حزام الكويكبات؛ وترتيبه 38244 من حيث الاكتشاف.
اكتُشف هذا الجُرم الفلكي بواسطة جون بروفتون في 13 أغسطس 1999.

## وصلات خارجية
- (38244) 1999 PD4 في قاعدة بيانات مختبر الدفع النفاث لأجرام النظام الشمسي الصغيرة

- الاكتشاف · مخطط المدار ·  العناصر المدارية · المعلمات المادية

- (38244) 1999 PD4 على موقع ويكي سكاي: DSS2, SDSS, GALEX, IRAS, Hydrogen α, X-Ray, Astrophoto, Sky Map, Articles and images